# Laudelino Cubino
Laudelino Cubino González (Béjar, Salamanca, 31 de mayo de 1963), también conocido como Lale Cubino, es un exciclista español, profesional entre los años 1986 y 1996, durante los cuales logró 35 victorias.
Cubino era un especialista en la alta montaña. Se le daban especialmente bien las etapas disputadas en los Pirineos, donde llegó a ganar en dos ocasiones la etapa que llegaba a Luz Ardiden, una en la Vuelta y otra en el Tour. Cubino consiguió triunfos de etapa en las tres Grandes Vueltas.
En la Vuelta a España, su mejor posición en la general fue la tercera plaza lograda en 1993. Además, fue 4.º en 1988 y 6.º en 1992.
Durante su carrera profesional, pasó varios meses en blanco por culpa de las lesiones, especialmente en las rodillas.
Tras retirarse del ciclismo profesional, Cubino pasó a dirigir un complejo hotelero en el municipio de Vallejera de Riofrío, junto a su localidad natal..
En 2017 se convirtió en director deportivo del conjunto Equipo Bolivia.

## Palmarés
| 1986 - Clásica de los Puertos - 1 etapa del Tour del Porvenir 1987 - 1 etapa de la Vuelta a España 1988 - Vuelta a Tres Cantos, más 1 etapa - Clásica de los Puertos - 1 etapa del Tour de Francia - 1 etapa de la Vuelta a Burgos - 1 etapa de los Vuelta a los Valles Mineros 1989 - Vuelta a los Valles Mineros, más 1 etapa - 1 etapa de la Vuelta a Asturias - 1 etapa de la Vuelta a Galicia 1990 - Campeonato de España en Ruta - Subida al Naranco - Volta a Cataluña - 1 etapa de la Vuelta a Galicia | 1991 - 1 etapa de la Vuelta a España - 1 etapa del Dauphiné Libéré - 1 etapa de la Vuelta a Colombia 1992 - 1 etapa de la Vuelta a España - 1 etapa de la Vuelta a Murcia - 1 etapa del Dauphiné Libéré 1993 - Vuelta a Burgos, más 1 etapa - 1 etapa de la Vuelta a Aragón 1994 - 1 etapa del Giro de Italia - Vuelta a Galicia, más 1 etapa - 1 etapa de la Vuelta a Burgos 1995 - 1 etapa del Giro de Italia - 1 etapa de la Vuelta a La Rioja 1996 - 1 etapa de la Vuelta a Colombia |

## Resultados en Grandes Vueltas y Campeonato del Mundo
| Carrera         | 1986 | 1987 | 1988 | 1989 | 1990 | 1991 | 1992 | 1993 | 1994  | 1995 | 1996 |
| --------------- | ---- | ---- | ---- | ---- | ---- | ---- | ---- | ---- | ----- | ---- | ---- |
| Giro de Italia  | -    | -    | -    | -    | -    | -    | -    | -    | Ab.   | 40.º | -    |
| Tour de Francia | -    | Ab.  | 13º  | Ab.  | -    | -    | Ab.  | 42.º | Ab.   | 27º  | Ab.  |
| Vuelta a España | -    | Ab.  | '4º' | -    | -    | 15º  | '6º' | '3º' | Ab.   | -    | -    |
| Mundial en Ruta | -    | -    | -    | -    | 40.º | -    | -    | -    | '8.º' | -    | -    |

## Equipos
- Zor (1986)
- BH (1987-1990)
- Amaya Seguros (1991-1993)
- Kelme (1994-1996)